# Liste der Weihbischöfe in Warschau
Die folgenden Personen waren als Weihbischöfe im Erzbistum Warschau tätig:
| Zeit      | Name                        | Amt                                                                             |
| --------- | --------------------------- | ------------------------------------------------------------------------------- |
| 1798–1808 | Jan Chrzciciel Albertrandi  | Titularbischof von Zenopolis                                                    |
| 1821      | Jowius Fryderyk Bystrzycki  | Titularbischof von Lycopolis                                                    |
| 1822–1825 | Mikołaj Jan Manugiewicz     | Titularbischof von Thaumacus                                                    |
| 1826–1829 | Franciszek Pawłowski        |                                                                                 |
| 1837–1844 | Tomasz Chmielewski          | Titularbischof von Gratianopolis                                                |
| 1858–1861 | Jan Dekert                  | Titularbischof von Halicarnassus                                                |
| 1858–1863 | Henryk Ludwik Plater        | Titularbischof von Mosynopolis                                                  |
| 1863–1892 | Paweł Rzewuski              | Titularbischof von Prusias ad Hypium                                            |
| 1884–1925 | Kazimierz Ruszkiewicz       | Titularbischof von Berissa                                                      |
| 1918–1919 | Stanisław Gall              | Titularbischof von Halicarnassus von 1919 bis 1933 Militärbischof in Polen      |
| 1925–1926 | Władysław Szcześniak        | Titularbischof von Laranda                                                      |

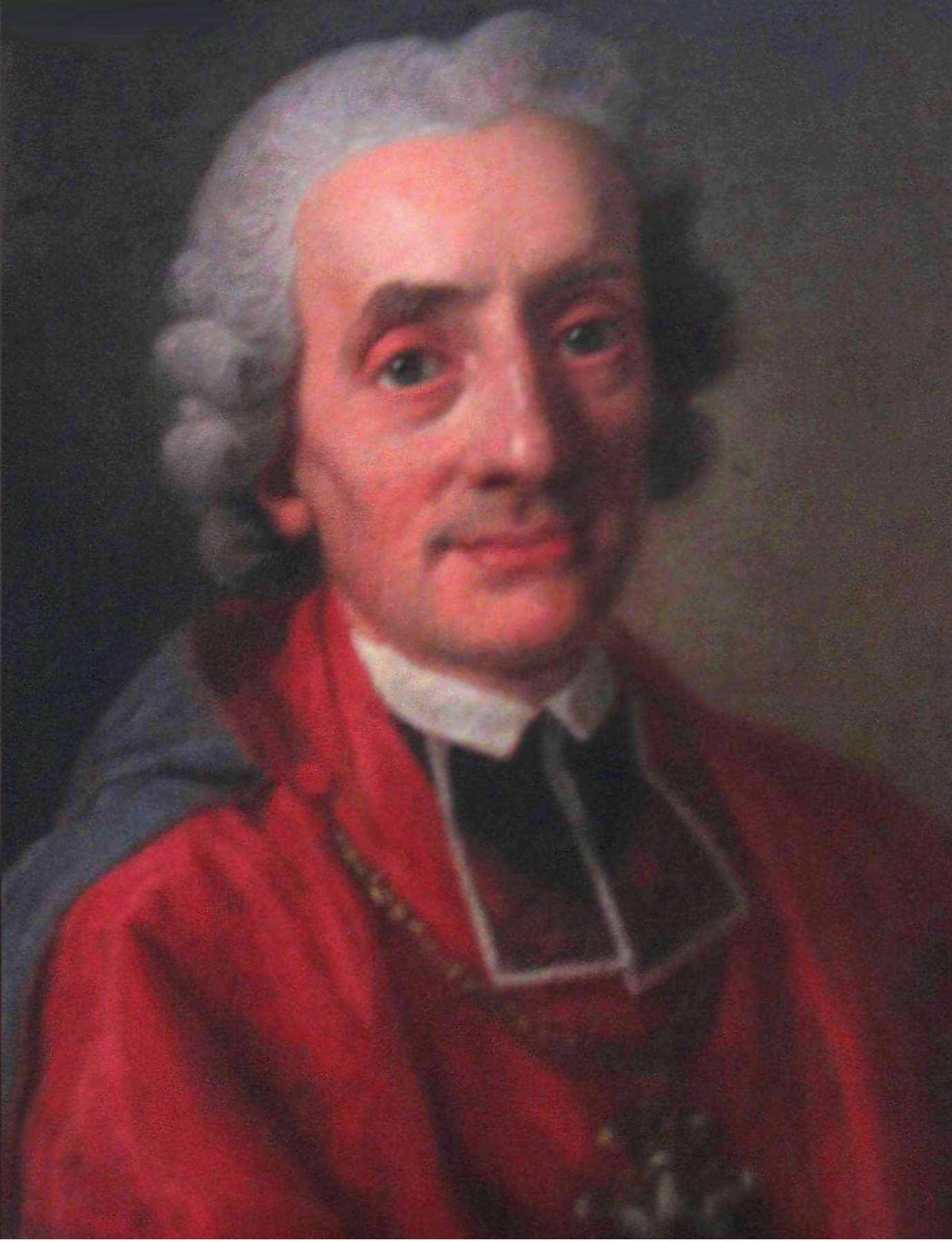
Jan Chrzciciel Albertrandi

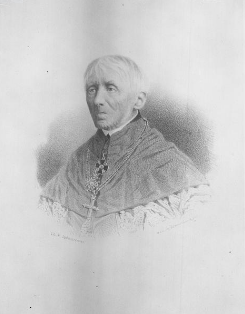
Jan Dekert

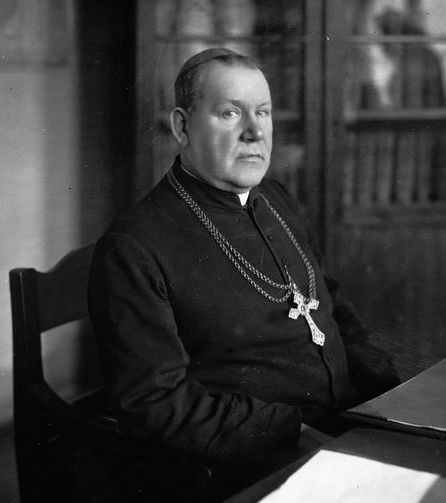
Stanisław Gall

| 1928–1956 | Antoni Władysław Szlagowski | Titularbischof von Irenopolis in Cilicia ab 1945 Titularerzbischof von Cotyaeum |
| 1933–1940 | Stanisław Gall              | Titularerzbischof von Cotyaeum von 1919 bis 1933 Militärbischof in Polen        |
| 1946–1968 | Zygmunt Choromański         | Titularbischof von Panopolis                                                    |
| 1946–1983 | Wacław Majewski             | Titularbischof von Docimium                                                     |
| 1958–1986 | Jerzy Modzelewski           | Titularbischof von Daonium                                                      |
| 1961–1997 | Bronisław Dąbrowski, FDP    | Titularbischof von Hadrianotherae                                               |
| 1969–1992 | Władysław Miziołek          | Titularbischof von Praesidium                                                   |
| 1970–1992 | Zbigniew Józef Kraszewski   | Titularbischof von Horreomargum                                                 |
| 1982–1992 | Kazimierz Romaniuk          | Titularbischof von Sicca Veneria                                                |
| 1985–2013 | Marian Duś                  | Titularbischof von Thenae                                                       |
| 1987–1992 | Stanisław Kędziora          | Titularbischof von Tucci                                                        |
| 1990–1992 | Józef Zawitkowski           | Titularbischof von Ausana                                                       |
| 1994      | Piotr Jarecki               | Titularbischof von Avissa                                                       |
| 1999–2014 | Tadeusz Pikus               | Titularbischof von Lysinia                                                      |
| 2013      | Rafał Markowski             | Titularbischof von Obba                                                         |
| 2015      | Michał Janocha              | Titularbischof von Barica                                                       |

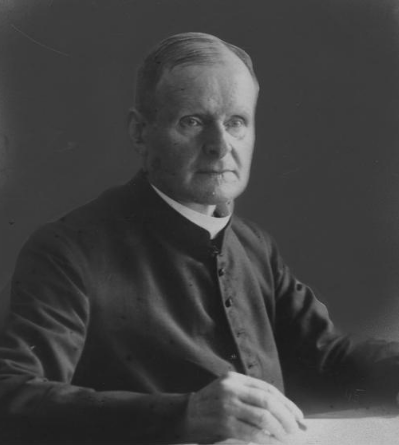
Antoni Władysław Szlagowski
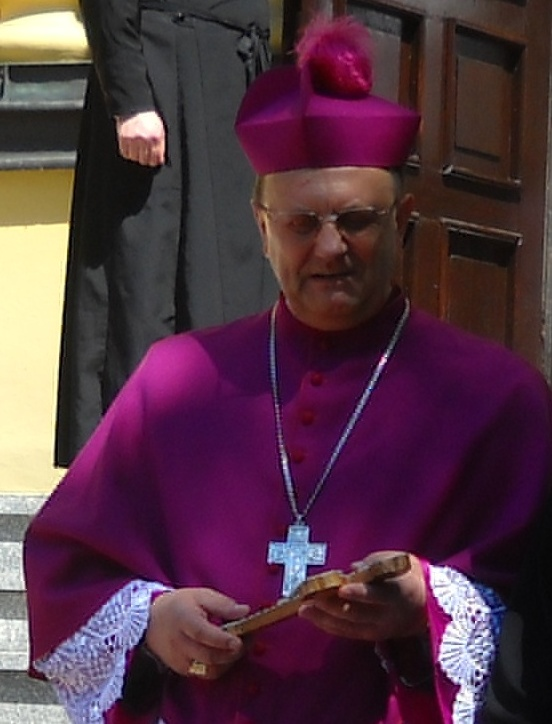
Tadeusz Pikus